# 卡諾路球場
卡諾路球場（英語：Carrow Road）是位於英格蘭诺福克郡諾里奇的足球運動場，是诺维奇城足球俱乐部的主場球場，球場為於市中心，鄰近諾里奇火車站（Norwich railway station）及文瑟姆河（River Wensum）。
卡諾路球場以其位處的卡諾路命名，於1935年由諾域治建造，建築工程僅用了82天便完成。球場曾進行多次修繕及重建，包括在1984年一場大火燒燬舊城市看台（現在的杰弗里·瓦特林城市看台）後的重大重建工程。

## 歷史
诺维奇城足球俱乐部在1935年卡諾路球場揭幕時遷入成為主場球場，取代破舊的雀巢球場（The Nest），為球會自1902年成立以來的第三個主場球場。
在球場未改建為全坐席前的入場觀眾人數紀錄為43,984人，於1963年英格蘭足總盃第六圈對莱斯特城時創出。改建後則為27,244人，於2015年11月28日在英超聯對阿森納足球會。

## 結構

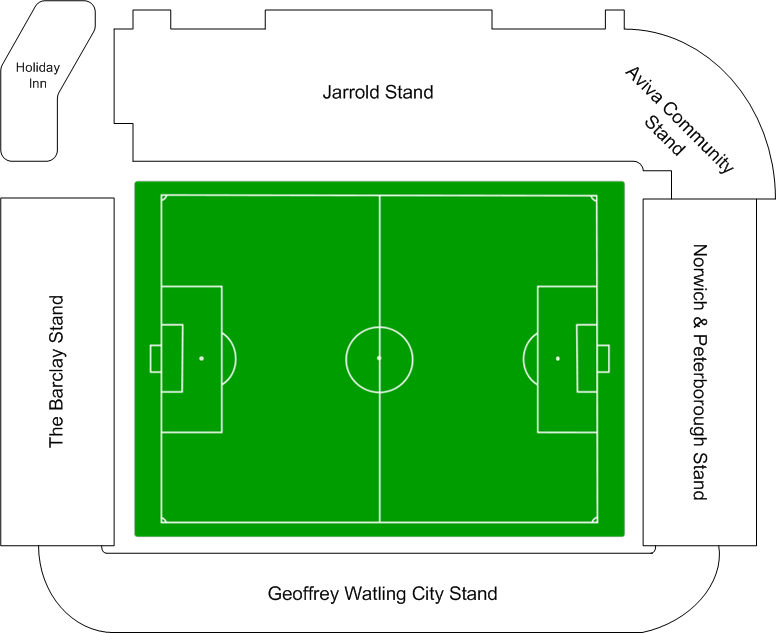
卡諾路球場平面圖

卡諾路球場現時由4個看台組成，包括柏克萊（東北看台）、諾里奇及彼德堡看台（西南看台）、杰弗里·瓦特林城市看台（西北看台）及最新建成的查洛看台（東南看台）。

### 看台
諾里奇及彼德堡看台
前稱「河區」（River End，以接近文瑟姆河而命名）的舊看台在1979年4月拆卸，新看台為兩層設計，耗資170萬英鎊於同年12月落成啟用。看台於1990年代由於獲得「諾里奇及彼德堡建築公司」（Norwich & Peterborough building society）的冠名贊助而更名為諾里奇及彼德堡看台（Norwich & Peterborough Stand）。
看台於2010年夏季於球隊重返英冠後增設160個座位。
柏克萊
柏克萊（The Barclay）以球隊前任隊長及副會長艾夫林·柏克萊（Evelyn Barclay）的姓氏命名，當年他捐款興建舊看台的頂蓋，柏克萊經常被誤稱為柏克萊看台（Barclay Stand）。
舊看台建於1937年，並於1992年拆卸重建，新看台結構類似「河區」（現時的諾里奇及彼德堡看台），同為兩層建築，耗資280萬英鎊建成，據報其中200萬英鎊由「足球基金」（Football Trust）撥款資助。
汎光燈燈塔的支柱置於柏克萊與諾里奇及彼德堡看台兩邊角落，位於球門後的區域。
索普角落
柏克萊與杰弗里·瓦特林城市看台連接的角落稱為索普角落（Thorpe Corner），被球迷暱稱為「The Snakepit」。

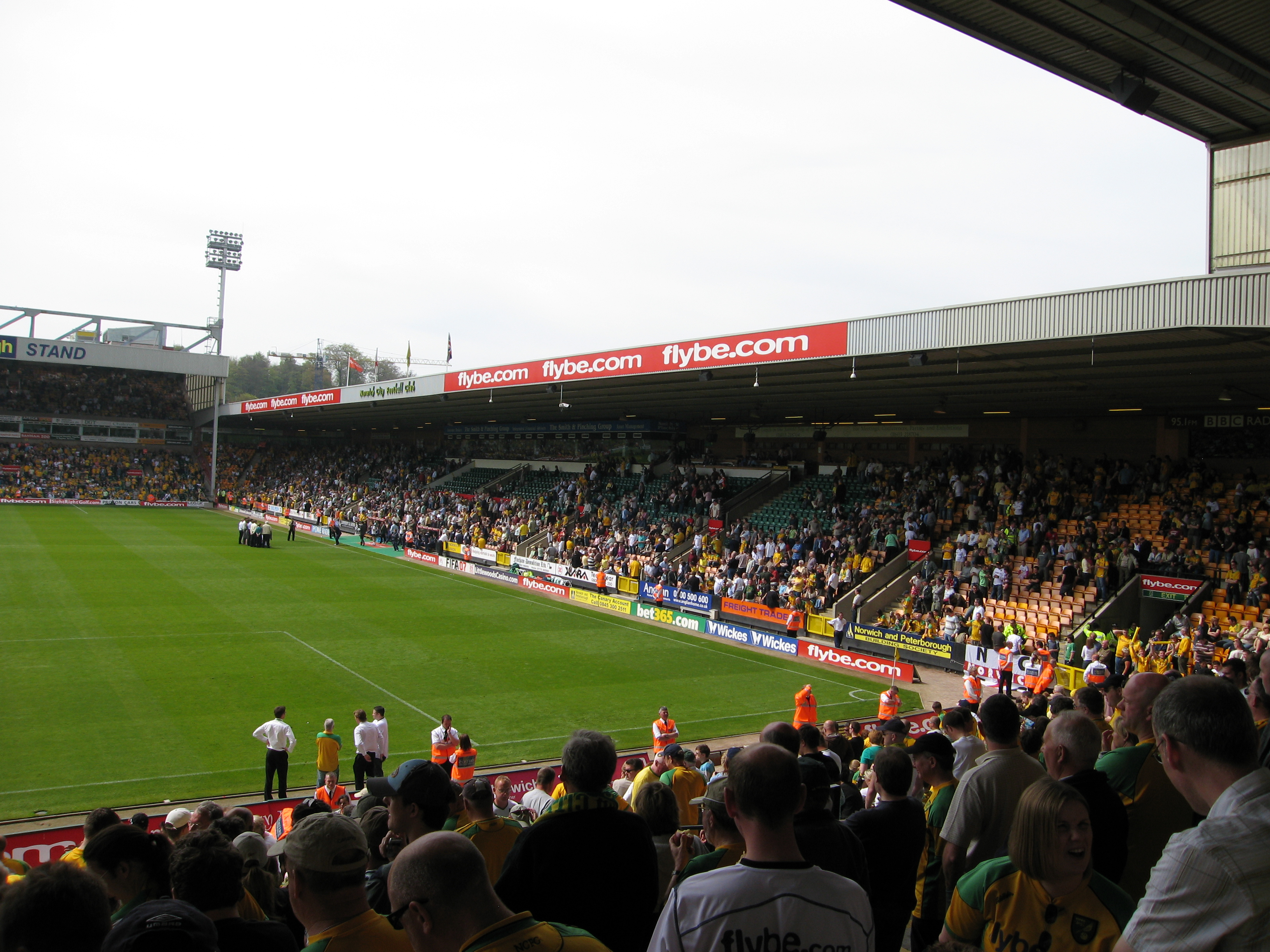
杰弗里·瓦特林城市看台
單層的杰弗里·瓦特林城市看台（Geoffrey Watling City Stand）於1984年10月25日一場大火燒燬其前身殘破的舊看台後才重建，並合符1989年希斯堡慘劇發生後才修訂的球場安全標準。當年的火警直到多年後一名前僱員才承認由於離開時忘記關上電暖爐才引發大火。當時仍稱為城市看台（City Stand）花費170萬英鎊重建，於1986年8月30日球隊迎戰時才首次開放使用。看台於1987年2月14日由根德公爵夫人主持正式揭幕儀式。看台更名杰弗里·瓦特林城市看台以紀念在2004年逝世的球會主席杰弗里·瓦特林（Geoffrey Watling）。
以容量計，杰弗里·瓦特林城市看台是卡諾路球場4個看台中最細小的，但卻設置董事廂房、傳媒區域及不同的接待廂房。
查洛看台
查洛看台（Jarrold Stand）座落於前「修夫看台」（South Stand）的原址，舊看台以前主席阿瑟·修夫爵士（Sir Arthur South）的姓氏命名。
2004年1月31日對的賽事查洛看台首次部分開放，直到下一輪主場賽事在2月21日對才全面開放，是卡諾路球場一個新里程碑，代表球場最後一個原有舊看台獲重建為新看台。
查洛看台獲得本地的「查洛百貨公司」（Jarrolds）冠名贊助，原來4年的贊助合約延長至2013年。看台是懸臂式設計，單層全坐席可以容納最多8,184名觀眾，在有機玻璃頂蓋下方懸掛多達3個獨立的電視轉播廂。
2005年查洛看台進行擴建工程，並於2006年重新開放；看台現時經新建的英傑華社區看台與諾里奇及彼德堡看台緊密連結。

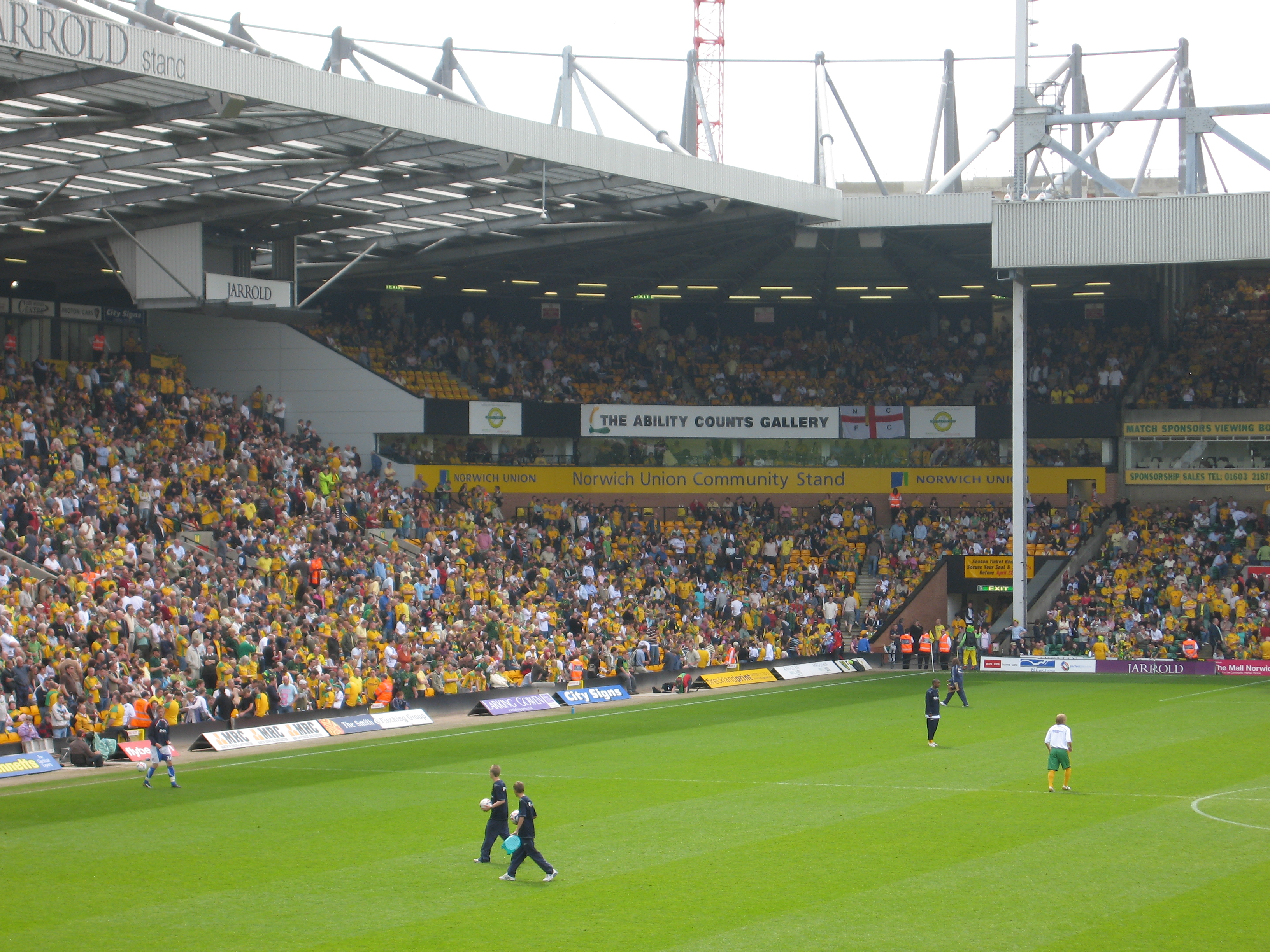
2007年的英傑華社區看台稱為「諾里奇友聯看台」

作客球迷獲提供在查洛看台近柏克萊一方入座觀戰。
『正如你所期望的新看台，賽事的設施與景觀良好。正常這看台可以容納2,500名球迷，但在盃賽賽事可以略為增加。如果你的座位獲安排在看台的最後方，你更可以欣賞城市的風光。』
英傑華社區看台
在查洛看台與諾里奇及彼德堡看台相連的角落稱為英傑華社區看台（Aviva Community Stand），於2005年建成，初時獲得「諾里奇友聯」（Norwich Union）冠名贊助命名為「諾里奇友聯看台」，現時則由球會主贊助商冠名稱為「英傑華社區看台」，可以容納1,708名觀眾，同時亦提供廣泛的設施供傷殘球迷使用。

### 假日酒店
2005年諾域治與假日酒店簽訂合約，在柏克萊與查洛看台之間興建酒店，工程於2006年展開，翌年完工啟用，稱為「諾域治城假日酒店」（Holiday Inn Norwich City），樓高6層，擁有150間客房。

## 未來建築計劃
諾域治過往表明有計劃在球隊獲得返回英超後擴建卡諾路球場，包括在查洛看台或傑弗里·瓦特林城市看台增建第二層看台，球會表示傑弗里·瓦特林城市看台的地基在設計時已預計興建第二層，其頂蓋可以暫時移除，待第二層建成後再安裝成上層頂蓋。

## 其他用途

### 國際足球賽

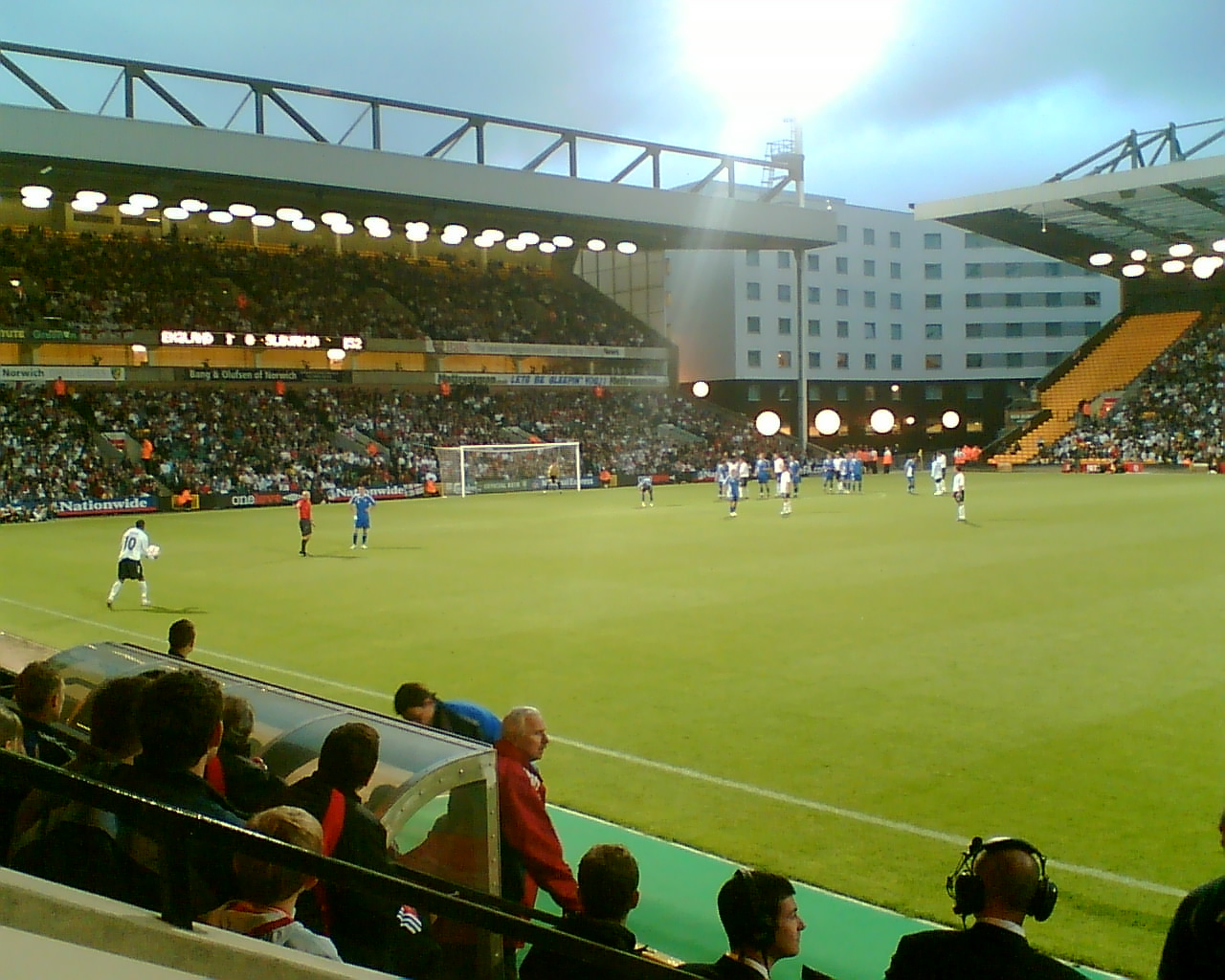
艾殊利·楊格於2007年代表英格蘭U21預備主踢罰球。背景可見柏克萊及諾域治城假日酒店

卡諾路球場從未主辦英格蘭足球代表隊的賽事，但英格蘭U21曾在這裡進行3場賽事，首場於1983年在歐洲U-21足球錦標賽外圍賽對丹麥，英格蘭勝4-1；1997年英格蘭U21再在這個球場於同一項競賽外圍賽以4-2擊敗希臘，這場賽事是奧雲代表英格蘭U21唯一一次上陣，並射入1球，其後他獲提升成為大國腳。作為英格蘭U21備戰2007年歐洲U-21足球錦標賽決賽週的一部份，在6月與斯洛伐克進行一場熱身賽，在20,193名觀眾前大勝5-0。
英格蘭U19及英格兰女子足球代表队的賽事亦有在卡諾路球場上演，女隊曾在此上陣兩次。首次於2002年在8,000名觀眾前0-1僅敗於尼日利亞腳下；而次仗在2006年以1-0擊敗冰島，9,616名球迷進場觀戰是女隊在友賽歷來最高的紀錄 。

### 音樂會
卡諾路球場間中亦有舉行音樂會。「Status Quo」於1997年演出一場；艾爾頓·約翰聯同嘉賓露露（Lulu）於2005年亦在卡諾路球場出現，演出當時是諾里奇舉辦歷來最大規模的音樂會；2007年6月12日佐治·米高聯同嘉賓蘇菲·艾利斯-貝斯特亦在此演出，兩場音樂會分別吸引超過20,000名樂迷進場。卡諾路球場的銷售及市場總監安德魯·古蘭（Andrew Cullen）於佐治·米高的音樂會舉行前告訴諾福克BBC電台，如能夠吸引巨星光臨，希望舉辦大規模音樂會能夠成為球場每年夏季的盛事。
2010年6月湯·鍾士亦在卡諾路舉行演唱會，其音樂會後兩天是他的70歲生日。

## 外部連結
- Norwich City Homepage
- Football Ground Guide to Carrow Road
- Satellite view of Carrow Road
- Holiday Inn Norwich City （页面存档备份，存于）